# Mittenothamnium subpatens
Mittenothamnium subpatens là một loài Rêu trong họ Hypnaceae. Loài này được (Broth.) Kis mô tả khoa học đầu tiên năm 1984.